# Дус-Даг
Дус-Даг (тув. Дус-Даг — «Соляная гора») — село в Овюрском кожууне Республики Тыва. Административный центр и единственный населённый пункт Дус-Дагского сумона.

## География
Село находится у р. Торгалыг, возле горы Дус-Даг.
Уличная сеть
ул. Гагарина, ул. Доржукай, ул. Комсомольская, ул. Новая, ул. Севен-оол.
К селу административно относятся местечки (населённые пункты без статуса поселения) м. Адыр-Тей, м. Ак-Кара-Суг, м. Ак-Чыраа, м. Арыг-Бажы, м. Арыг-Ишти, м. Баглааштыг, м. Беш-Белдир, м. Биче-Кадыгбай, м. Бооп-Чиир, м. Бузээлээр, м. Буурелчин, м. Даг-Баары, м. Даг-Дозу, м. Дон-Терек, м. Доргунек, м. Дуруг-Баары, м. Дустаар-Сайыр, м. Кадыгбай, м. Кадыгбай-Аксы, м. Кара-Даг, м. Кара-Дыт, м. Кара-Суг, м. Кара-Тал, м. Ковуруг-Адаа, м. Кожээлиг-Шат, м. Конгурээш, м. Коъш-Терек, м. Кузуту, м. Куу-Даг, м. Кызыл-Шат, м. Мозур, м. Огород, м. Одектиг-Ой, м. Оорга, м. Ооруг, м. Сайыр-Аксы, м. Сарыг-Булун, м. Сарыг-Ыйгыл, м. Сегиртиир, м. Согуна, м. Талдыг-Сайыр, м. Тей-Ужу, м. Туруг, м. Ужен-Ыяш, м. Уш-Хорум, м. Хаван-Каажазы, м. Ховужук, м. Чодураалыг-Кежиг, м. Чоза.

## Население
| 2002 | 2010 | 2011 | 2012 | 2013 | 2014 | 2015 |
| ---- | ---- | ---- | ---- | ---- | ---- | ---- |
| 858  | ↗974 | ↘972 | ↘963 | ↘961 | ↗965 | ↗970 |
| 2016 | 2017 | 2018 | 2019 | 2020 | 2021 |      |
| ↘968 | ↗978 | ↗983 | ↘975 | ↗978 | ↘894 |      |

## Известные уроженцы
- Кара-оол Хууракпанович Тумат (15 октября 1935 года, с. Дус-Даг, Овюрский район, Тувинская Народная республика - 2002) - Народный хоомейжи Республики Тыва.
- Чаш Геннадий Тюлюшович (23 февраля 1960 года, с. Дус-Даг, Овюрский район, Тувинская автономная область - 1998) - Народный хоомейжи Республики Тыва.
- Серен-оол, Владимир Седипович (14 марта 1942 -14 июня 1994 года) — тувинский поэт, писатель и драматург. Заслуженный писатель Тувы.
- Куулар Герман Белекович (3 апреля 1962 года, с. Дус-Даг, Овюрский район, Тувинская АССР) - Народный Хоомейжи Республики Тыва.

## Инфраструктура
Дус-дагская Средняя Общеобразовательная школа Овюрского Кожууна
Дус-дагская Детская школа Искусств Овюрского Кожууна
Отделение почтовой связи Дус-даг 668132
Администрация Сельского Поселения Сумон Дус-дагский Овюрского Кожууна
ОАО «Соляной карьер „Дус-Даг“»

## Транспорт
Автодорога республиканского значения Чадан — Хандагайты, на 84 км примыкает автодорога с востока до Самагалтая (М54 «Енисей» через Дус-Даг).